# جون تشايلدز (لاعب كريكيت)
جون تشايلدز (لاعب كريكيت)
جون تشايلدز (لاعب كريكيت)
جون هنري تشايلدز (ولد في 15 أغسطس 1951م، في ليبسون، بليموث، ديفون) هو لاعب كريكيت إنجليزي سابق ولعب في اختبارين لإنجلترا في عام 1988م. في سن 36 عامًا، 320 يومًا، أصبح تشايلدز أكبر لاعب سنًا منذ ديك هوروث في عام 1947م يشارك لأول مرة في إنجلترا. لقد كان لاعبًا يدور حول ذراعه اليسرى، ولعب لعبة الكريكيت المحلية لصالح جلوسيسترشاير وإسيكس .

## الحياة و الوظيفة
بدأ تشايلدز مسيرته الاحترافية في لعبة الكريكيت مع جلوسيسترشاير ، وظل هناك لمدة عشرة مواسم. تم إطلاق سراحه في نهاية موسم 1984م، وتولى إسيكس للموسم التالي. لاحظ كاتب الكريكيت، كولين بيتمان، أن تغيير المقاطعة في سن 33 كان بمثابة خطوة ملهمة لجون تشايلدز. أدى التدريب في إسيكس، وخاصة من فريد تيتموس، إلى تمديد فترة رئاسته وحقق النجاح.
حصل على لقب لاعب الكريكيت Wisden لهذا العام في 1987م، بعد أن ساعد Essex في بطولة County.
كان تشايلدز أكبر لاعب في إنجلترا منذ 41 عامًا عندما تم اختياره للعب ضد جزر الهند الغربية في أولد ترافورد في عام 1988م. حصل على بوابة صغيرة مقابل 91 رمية، وطرد كارل هوبر lbw وسجل هدفين دون أن يخرج في أي من الجلوتين ، حيث سقطت إنجلترا على هزيمة الأدوار. لعب اختبارًا إضافيًا واحدًا في تلك السلسلة، في The Oval، حيث أخذ نصيب مالكولم مارشال وجوردون جرينتش ولم يتم استبعاده دون تسجيل الأهداف في كلتا الجولتين، حيث فازت جزر الهند الغربية بـ 8 ويكيت. تم اختياره للقيام بجولة في الهند في الشتاء التالي. ومع ذلك، تم إلغاء تلك الرحلة لأسباب سياسية.
في يوليو 1992م ، تم اختيار تشايلدز ، البالغ من العمر الآن 40 عامًا، لتشكيلة إنجلترا مرة أخرى للمباراة في هيدنجلي ضد باكستان، لكنه فشل في جعل فريق الاختبار النهائي.
تقاعد في النهاية من لعبة الكريكيت المحترفة، بعد أن لعب 381 مباراة من الدرجة الأولى وحصل على أكثر من 1000 وبكيت من الدرجة الأولى في أقل من 30 لعبة.
يدير تشايلدز حاليًا أكاديمية إسيكس للشباب في تشيلمسفورد.
حصل جون تشايلدز على التقاعد الجزئي في سبتمبر 2016م.